# Bränntorp
Bränntorp is een plaats in de gemeente Finspång in het landschap Östergötland en de provincie Östergötlands län in Zweden. De plaats hsd 141 inwoners in 2005 en heeft een oppervlakte van 146 hectare. 